# Moho nobilis
Moho nobilis es una especie extinta de ave paseriforme de la familia Mohoidae, de la cual el resto de sus miembros están también extintos.
Los miembros del género Moho son conocidos como ‘ō‘ō en la lengua hawaiana. Era endémica de los bosques de la isla de Hawái. Se cree que Moho nobilis se extinguió principalmente por la pérdida de su hábitat y por enfermedades. Era cazado por los nativos hawaianos, que usaban su llamativo plumaje  para la creación de las preciosas aahu alii (túnicas) y ahu ula (capas) para los alii (la nobleza hawaiana). A pesar de ello no se cree que su caza fuera un factor decisivo en su extinción. Fue visto por última vez en las faldas del Mauna Loa.
Esta ave fue descrita en 1786 por el naturalista alemán Blasius Merrem. Tenía un tamaňo aproximado de 32 cm. Sus alas medían unos 110-115 mm; su cola unos 19 cm. El color de su plumaje era negro brillante con un vientre marrón. Eran característicos los mechones amarillos bajo las alas.

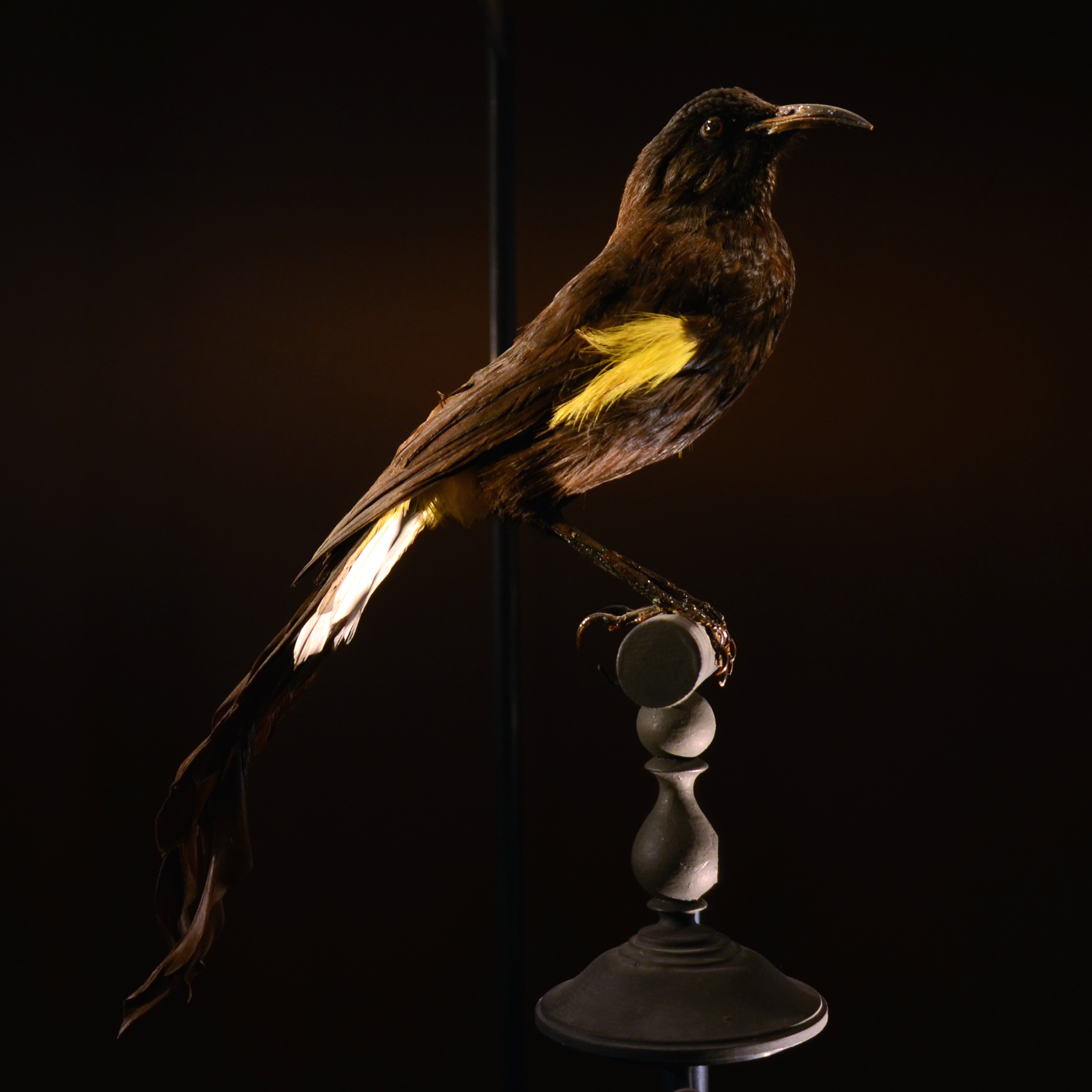
Ejemplar disecado.

Hasta hace poco, esta especie y el resto de miembros de su género se incluían en la familia Meliphagidae porque se parecían y actuaban de manera similar a los miembros de esa familia, incluyendo muchos detalles morfológicos. Un estudio de 2008 argumentó, sobre la base de un análisis filogenético de ADN de especímenes de museo, que los géneros Moho y Chaetoptila no pertenecen a la familia Meliphagidae sino que pertenecen a un grupo que incluye a los ampelis y a la cigua palmera, y están sobre todo muy relacionados con los capulineros (familia Ptilogonatidae). Los autores propusieron una familia, Mohoidae, para estos dos géneros extintos.